# Il mondo degli showboat
Il mondo degli showboat (Showboat World), edito anche come Gli Showboat, è un romanzo di fantascienza di Jack Vance pubblicato nel 1975. L'ambientazione del racconto è il Grande pianeta dove si svolgeva la narrazione di un altro suo romanzo dal titolo L'odissea di Glystra.

## Trama
Il Grande pianeta è popolato da gente che ha deciso di vivere al di fuori delle leggi terrestri organizzata in piccolo colonie che risentono di tabù molto forti e radicati. Inoltre questo mondo soffre di una cronica penuria di qualsiasi metallo. Gli showboat sono dei battelli fluviali sui quali vengono rappresentati degli spettacoli per intrattenere le genti dei porti in cui si fermano. Zamp, il proprietario dello showboat Miraldra incantata vince l'invito per partecipare a una competizione di showboat i cui premi saranno importanti e ingenti. Con l'aiuto di Gasson e della damigella Blanche-Aster riuscirà ad arrivare a Mornune, il luogo della competizione, per vedere infine cadere il reggente del luogo in favore della sua compagna di viaggio.

## Edizioni
- (EN) Jack Vance, Showboat World, Pyramid Books, 1975, ISBN 0-515-03698-6.
- Jack Vance, Il mondo degli showboat, traduzione di Franco Giambalvo, I Libri di Robot n° 10, Armenia Edizioni, 1978.
- Jack Vance, Il mondo degli showboat, Economia Tascabile n° 60, Fanucci Editore, 1997.
- Jack Vance, Il mondo degli showboat, traduzione di Franco Giambalvo, Urania Collezione n° 78, Arnoldo Mondadori Editore, 2009,  p. 261, ISSN 1721642-7.